# Göttin (Lauenburg)
Göttin (Lauenburg) este o comună din landul Schleswig-Holstein, Germania.

## Geografie
Comunitatea este situată aproape de strada Büchen-Gudow, între autostrada federală 24 Hamburg-Berlin și canalul Elbe-Lübeck.

## Istoric
Satul este menționat pentru prima dată în 1194 ca Guthin în Isfriedschen Teilungsvertrag și enumerat în registrul zecilor Ratzeburg din 1230. Din 1948, comunitatea aparținea Oficiului Gudow, care a fost rezumat în 1971 împreună cu Oficiul Sterley la Oficiul Gudow-Sterley. După dizolvarea sa, comunitatea sa alăturat biroului Büchen din 2007.
Casa Fachhallen în Dorfstraße este un monument cultural înregistrat.

## Politică

### Stema
Blazon: "În albastru un orole cu aspect natural, cu piciorul drept ridicat, în colțul din stânga sus, însoțit de trei bile de aur 2:1."
Originea este o pasăre în raionul Göttin. Bilele de aur sunt luate din stema lui Joachim Werner von Bülow.

### Obiective
Lista monumentelor culturale din Göttin (Lauenburg) include monumentele culturale înscrise pe lista monumentelor din statul Schleswig-Holstein.
1. ↑  Alle politisch selbständigen Gemeinden mit ausgewählten Merkmalen am 31.12.2018 (4. Quartal) (în germană), Statistisches Bundesamt[*], arhivat din original la 10 martie 2019, accesat în 10 martie 2019